# Kristina Persson

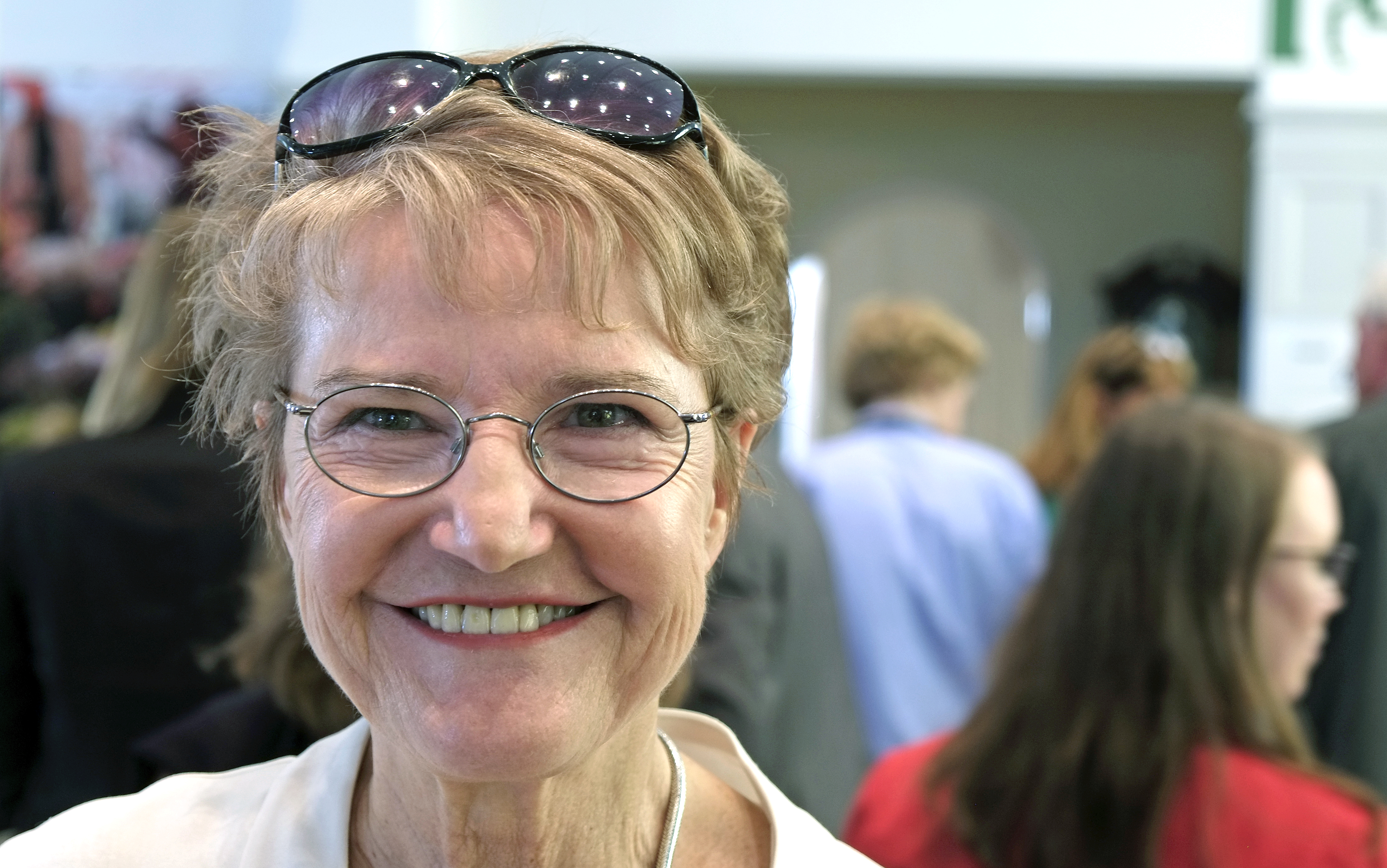
Kristina Persson, 2015

Kristina Persson (* 16. April 1945 in Östersund) ist eine schwedische Politikerin. Sie gehört der Sozialdemokratischen Arbeiterpartei Schwedens an. In der Regierung Löfven I war sie von Oktober 2014 bis Mai 2016 Ministerin für strategische Entwicklung und Ministerin für nordische Zusammenarbeit.

## Politischer Werdegang
1991 und von 1993 bis 1995 war sie für den Wahlkreis Stockholm Parlamentsabgeordnete der Sozialdemokraten im schwedischen Parlament. Vom 1. Januar 1995 bis 8. Oktober 1995 gehörte sie dem Europäischen Parlament an.
Von 1995 bis 2001 war sie Gouverneurin (Landshövding), von 2001 bis 2007 Vizegouverneurin von Jämtlands län.
Seit 2007 ist sie Vorsitzende der Vereinigung Norden und des Think Tank Global Challenge, den sie 2005 gründete.

## Persson als Mitglied der Regierung Löfven

### Amtszeit
In der Regierung Löfven I wurde Kristina Persson im Oktober 2014 Ministerin für strategische Entwicklung und Ministerin für nordische Zusammenarbeit. Nach einer Kabinettsumbildung im Mai 2016 gehört sie der Regierung nicht mehr an. Ihr Amt als Ministerin für strategische Entwicklung wurde abgeschafft, als Ministerin für nordische Zusammenarbeit folgte ihr Margot Wallström nach.

### Aufgabenbereich
Zur Förderung der strategischen Entwicklung rief Kristina Persson Arbeitsgruppen zu den Bereichen Zukunft der Arbeit, Übergang zu einer grünen Gesellschaft sowie Wettbewerb und globale Zusammenarbeit ins Leben. Deren Aufgabe war es, ganzheitliche Ansätze für die Herausforderungen zu entwickeln, denen Schweden sich in den kommenden 20 Jahren stellen muss.